# Nationales Museum der ukrainischen dekorativen Volkskunst
Koordinaten: 50° 26′ 4″ N, 30° 33′ 24″ O
Das Nationale Museum der ukrainischen dekorativen Volkskunst (ukrainisch Національний музей українського народного декоративного мистецтва) ist ein Volkskundemuseum in der ukrainischen Hauptstadt Kiew.
Das Museum ist eines der größten Kunstmuseen der Ukraine und im liegt im Rajon Petschersk in der Lawrskastraße (Лаврська вулиця) 9, Gebäude 29. Es befindet sich in einem denkmalgeschützten Gebäude innerhalb des Kiewer Höhlenklosters. Das Museum ist von Mittwoch bis Montag von 10 bis 18 Uhr geöffnet.

## Geschichte
Die Grundlage der bestehenden Sammlung des Museums waren die ethnographischen Sammlungen und die Kunst- und Industriegegenstände der historischen Abteilung des Kiewer Kunst-, Industrie- und Wissenschaftsmuseums. Im Dezember 1904 wurde das Museum eröffnet. Im Jahr 1964 wurde daraus das Staatliche Museum für ukrainische dekorative Volkskunst. Im Jahr 2010 wurde dem Museum per Dekret des Präsidenten der Ukraine der Status eines Nationalen Museums verliehen.

## Sammlung
Die Ausstellung, die eine Fläche von 1500 m² einnimmt, besteht aus mehr als 75.000 Exponaten aller Arten der Volkskunst der Ukraine.
Das Museum besitzt die größte Sammlung von Werken ukrainischer Volkskünstler wie zum Beispiel über 500 Werke von Marija Prymatschenko. In einem separaten Raum sind Bilder der Volkskünstlerin der USSR Kateryna Bilokur ausgestellt.